# Heinz Schmalix
Heinrich "Heinz" Schmalix (24. srpnja 1910. – 1975.) je bivši njemački hokejaš na travi. Igrao je na mjestu veznog igrača.
Osvojio je srebrno odličje na hokejaškom turniru na Olimpijskim igrama 1936. u Berlinu igrajući za Njemačku. Odigrao je tri susreta. Te godine je igrao za Berliner Hockey-Club.

## Vanjske poveznice
- Profil na Database Olympics